# Кукулівка
Куку́лівка — село в Україні, у Зміївській міській громаді Чугуївського району Харківської області. Населення становить 82 осіб. До 2020 орган місцевого самоврядування — Зміївська міська рада.

## Географія
Село Кукулівка знаходиться між балками Поворотня і Сивощина, за 2 км від села Джгун.

## Історія
1685 — дата заснування.
1959 — зміна статусу на селище.
В 2010 році постановою Харківської обласної ради селище Кукулівка стало селом.
12 червня 2020 року, відповідно до Розпорядження Кабінету Міністрів України  № 725-р «Про визначення адміністративних центрів та затвердження територій територіальних громад Харківської області», увійшло до складу Зміївської міської громади.
19 липня 2020 року, в результаті адміністративно-територіальної реформи та ліквідації Зміївського району, село увійшло до складу Чугуївського району Харківської області.

## Населення

### Мова
Розподіл населення за рідною мовою за даними перепису 2001 року:
| Мова       | Кількість | Відсоток |
| ---------- | --------- | -------- |
| українська | 63        | 76.83%   |
| російська  | 19        | 23.17%   |
| Усього     | 82        | 100%     |

## Економіка
- Молочно-товарна ферма.